# Sylvain Chavanel

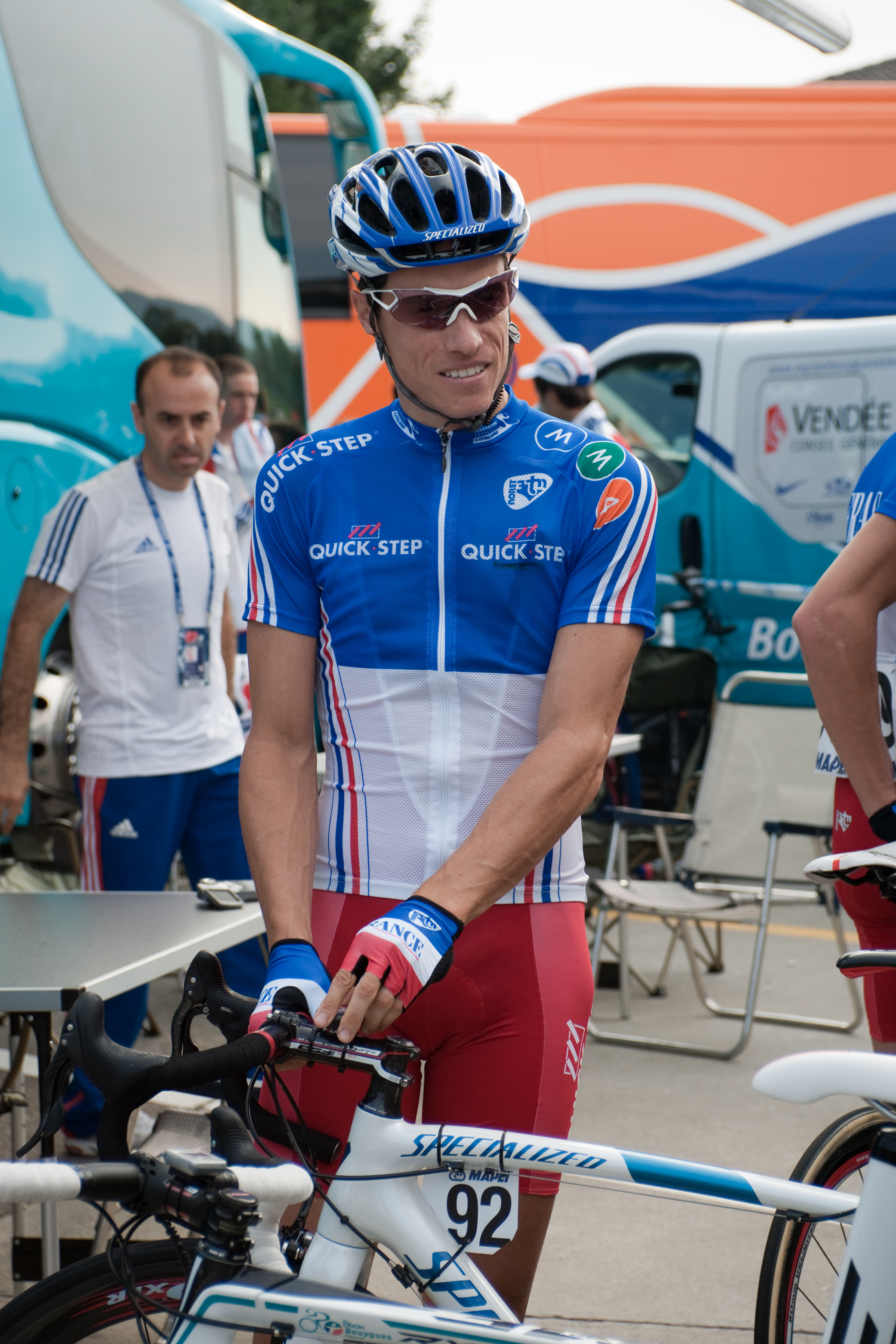
Sylvain Chavanel under VM i Schweiz 2009.

Sylvain Chavanel Albira, född 30 juni 1979 i Châtellerault, är en fransk professionell tävlingscyklist. Chavanel vann en etapp under Tour de France 2008 och två etapper på Tour de France 2010. Han är sexfaldig fransk nationsmästare i tempolopp och har också vunnit GP Ouest-France, Dunkirks fyradagars och Circuit de la Sarthe.

## Bakgrund
Sylvain Chavanel är född i Châtellerault, Frankrike, men hans familj har också rötter i Spanien. Chavanel började träna cykling när han var åtta år. Han slutade sedan med cykling för att satsa på fotboll innan han kom tillbaka till cykelträningen.
Chavanel började tävlingscykla när han var 13 år. Han vann 29 linjelopp när han gick i skolan och sedan när han blev juniorcyklist. Han vann de nationella förföljelsemästerskapen för juniorer år 1997. En släkting till Chavanel rekommenderade den tidigare cyklisten Jean-René Bernardeau, som var på väg att starta ett professionellt lag i Vendée-region, att komma och titta på honom. Bernardeau såg Chavanel tävla för första gången i Montreveau, Maine-et-Loire, när han cyklade ett lopp i vilket Bernardeaus Vendée U-juniorlag deltog.
Bernardeau och Chavanel bestämde att Chavanel skulle stanna ytterligare ett år i sin klubb AC Châtellerault. Bernardeaus assistent, Thierry Bricau, fick jobbet att ge Chavanel ett träningsprogram som skulle leda till ett proffskontrakt.

## Karriär

### Första proffsåren
År 2000, när Chavanel var 21 år, började han tävla professionellt för Jean-René Bernaudeaus cykelstall Bonjour. Han vann den första etappen av Circuit Franco-Belge men tappade ledartröjan i loppet under den sista dagen. Han vann bergstävlingen i Tour de l'Avenir och var i en lång utbrytning under Paris-Tours.
Chavanel gjorde sin Tour de France-debut 2002 när han var 22 år och slutade på 65:e plats. Hans lagkamrat François Simon slutade på sjätte plats i tävlingen. Senare under säsongen slutade Chavanel trea i Tour de l'Avenir bakom Denis Mensjov och Florent Brard. Under säsongen 2002 vann fransmannen Dunkirks fyradagars och han slutade trea i Belgien runt.
Chavanel slutade tvåa i Tour du Poitou-Charentes under åren 2002 och 2003. Under säsongen 2003 vann han den franska tävlingen Tour du Haut-Var men också À travers le Morbihan. Under året slutade Chavanel på tredje plats i Tour Méditerranéen. Han visade också upp talang i tempolopp på Dauphiné Libéré, Critérium international och Paris-Nice.
Under det sista året med Jean-René Bernaudeaus stall, som nu hette Brioches La Boulangère, tog Chavanel flera segrar. Han vann Dunkirks fyradagars, Belgien runt, två etapper på Tour du Poitou-Charentes och Polynormande.

### Cofidis
Mellan säsongen 2005 och 2008 tävlade Chavanel för Cofidis. 2005 och 2006 vann han Tour du Poitou-Charentes. Under säsongen 2005 vann Chavanel en etapp och totalställningen i Circuit Cycliste Sarthe. Han blev även nationsmästare i tempolopp och vann tempoloppet Duo Normand tillsammans med Thierry Marichal.
Under säsongen 2006 tog Chavanel nationsmästartiteln i tempolopp för andra året i rad. På Tour de France var han med i den utbrytning på etapp 13 som slutade etappen nästan 30 minuter före klungan och som ledde till att spanjoren Óscar Pereiro vann Tour de France det året.
På Critérium du Dauphiné libéré slutade fransmannen på tionde plats år 2007. Han slutade på tredje plats på etapp 3 av Critérium International och slutade trea i Trophée des Grimpeurs. På Vuelta a España tog han 16:e plats i slutställningen.
Under några år hade Chavanel haft svårt att göra stora resultat, men under säsongen 2008 ändrades det och han upptäckte sin talang för de flamländska klassikerna i mars. Säsongen började med etappsegrar direkt på Tour Méditerranéen. Han slutade tvåa i Volta ao Algarve och kom till Paris-Nice full av självförtroende. Efter etapp 3 i Paris-Nice tog han den gula ledartröjan men fick lämna över den till Robert Gesink dagen därpå. Men framgången var inte över för det utan han vann den sjätte etappen till Cannes och slutade på nionde plats i Paris-Nice. I slutet av mars deltog Chavanel för första gången i Dwars door Vlaanderen och Brabantse Pijl och vann både loppen. I maj samma år vann han etapp 4 på Katalonien runt med två minuter och 32 sekunder framför bland annat Thor Hushovd och Bernhard Eisel.
Chavanel blev fransk nationsmästare i tempolopp för tredje gången i slutet av juni 2008. Han vann även etapp 19 av Tour de France 2008 framför Jérémy Roy och tog därmed sin första seger i det franska etapploppet. Chavanel fick också gå upp på prispallen i Paris och ta emot priset för att han varit den mest offensive cyklisten under etapploppet. Chavanel deltog för andra gången i Vuelta a España och slutade tvåa på etapp 5, ett individuellt tempolopp, bakom amerikanen Levi Leipheimer. Dagen därpå tog han ledartröjan, men behöll den bara i en dag. Chavanel lämnade loppet efter etapp 16.

### Quick Step
I juli 2008 skrev Chavanel på ett kontrakt för två säsonger med Quick Step där han skulle förenas med sin tidigare stallkamrat Jérôme Pineau. Chavanel började säsongen med att sluta på fjärde plats på Trofeo Inca och Challenge Mallorca. I februari 2009 slutade han tvåa på etapp 4 av Volta ao Algarve bakom Alberto Contador. I slutändan var det också Contador som vann tävlingen framför Chavanel. I mars vann Chavanel etapp 3 av Paris-Nice framför Juan Antonio Flecha och Sebastian Langeveld. Han ledde tävlingen under några etapper men hamnade i slutändan på tredje plats bakom Luis Leon Sanchez och Fränk Schleck. Chavanel vann också tävlingens poängtävling framför Contador och Antonio Colóm. I juni 2009 var Chavanel favorit att vinna nationsmästerskapen i tempolopp, men han fick se sig slagen av mountainbike-cyklisten Jean-Christophe Peraud. Under Tour de France 2009 slutade Chavanel på fjärde plats på etapp 13 bakom Heinrich Haussler, Amets Txurruka och Brice Feillu. Han slutade även tvåa på Eneco Tour 2009 bakom Edvald Boasson Hagen; det efter att ha vunnit prologen av tävlingen.
Efter att ha slutat på 14:e plats i Paris-Nice 2010 vände sig Chavanel mot klassikerna. Han slutade 21:a i Milano-San Remo, 22:a i Gent-Wevelgem och 24:a i Flandern runt och Brabantse Pijl, samt på 16:e plats i Amstel Gold Race. I närheten av målområdet kraschade han under Liège-Bastogne-Liège vilket orsakade tandskador och hjärnskakning varför han inte kunde träna på åtta veckor. Han återvände till tävlandet på Schweiz runt och blev sedan utvald till Quick Steps Tour de France-lag. En vecka före Tour de France slutade Chavanel två i nationsmästerskapens tempolopp bakom Nicolas Vogondy. Under Tour de France 2010 tog Chavanel den gula ledatröjan på etapp 2. Flera av favoriterna till slutsegern i tävlingen kraschade under etappen och när Chavanel valde att soloattackera fick han tillräckligt med tid för att kunna vinna etappen och ta ledartröjan. Nästa etapp gick inte lika bra för Chavanel som fick två punkteringar vilket gjorde att han förlorade ledningen till Fabian Cancellara. På den sjunde etappen tog Chavanel revansch på den första bergsetappen. Han vann etappen och tog den gula ledartröjan för andra gången under tävlingen, men bar den återigen bara under en etapp. I slutet av tävlingen blev han utsedd till tävlingens mest offensive cyklist.. I slutet av säsongen blev Chavanel vald till det franska landslaget för att få köra världsmästerskapen i Melbourne, Australien
Under säsongen 2011 slutade Chavanel tvåa i Flandern runt. Några veckor senare föll han under Paris-Roubaix. Han vann linjeloppet i de franska nationsmästerskapen i juni. Den franske mästaren körde sedan Tour de France 2011. Efter en krasch på etapp 5 skadade han axeln, men valde ändå att fullfölja loppet och slutade på plats 61. I Vuelta a Espana 20111 bar Chavanel den röda ledartröjan under fyra etapper. På etapp 3, när han var i en utbrytning, slutade han tvåa bakom Pablo Lastras, vilket gav honom andraplatsen i sammanställningen, 20 sekunder bakom Lastras. Nästa dag slutade Chavanel 58 sekunder bakom etappvinnaren Daniel Moreno, medan Lastras tappade 18 minuter, och Chavanel fick ställa sig på prispallen och ta emot ledartröjan. Han höll sedan tröjan fram till etapp 8 när Joaquím Rodríguez tog över ledningen.

### Omega Pharma-Quick Step
Chavanel började sin säsong 2012 på Tour de San Luis i Argentina och slutade på nionde plats. Han åkte sedan till Tour of Oman där han tog 15:e platsen. I Paris-Nice slutade Chavanel som åttonde man i slutställningen. Han var sjuk med bronkit inför Milano-San Remo och valde att avstå från loppet. Tillbaka på cykeln slutade han tvåa i À travers les Flandres bakom lagkamraten Niki Terpstra. Två dagar senare hjälpte Chavanel Tom Boonen att vinna E3 Prijs Vlaanderen. Chavanel vann etapp 3b på Panne tredagars och tog sedan slutsegern i loppet.

## Privatliv
Sylvain Chavanels yngre bror Sebastien Chavanel är också en professionell cyklist.

## Meriter
2002
Dunkirks fyradagars
Trophée des Grimpeurs
2003
Tour du Haut Var
2004
Belgien runt
Dunkirks fyradagars
Tour du Poitou Charentes et de la Vienne, etapp 3 och 4
2005
Tour du Poitou Charentes et de la Vienne
Circuit Cycliste Sarthe et Pays de la Loire
 Nationsmästerskapens tempolopp
2006
Tour du Poitou Charentes et de la Vienne
 Nationsmästerskapens tempolopp
2007
etapp 5 offensivaste cyklisten, Tour de France
etapp 5 bergspristävlingen, Tour de France
2008
etapp 5 Tour Méditerranéen
etapp 6 Paris-Nice
Dwars door Vlaanderen
Brabantse Pijl
etapp 4, Katalonien runt
 Nationsmästerskapens tempolopp
etapp 2, offensivaste cyklisten, Tour de France
etapp 6, offensivaste cyklisten, Tour de France
etapp 19, Tour de France
etapp 19, offensivaste cyklisten, Tour de France
slutställning, Mest offensiva cyklist, Tour de France
2009
 Poängtävlingen, Paris-Nice
etapp 3, Paris-Nice
prologen, Tour of Benelux
2010
etapp 2 Tour de France
etapp 7 Tour de France
 Gula ledartröjan under etapp 2 och etapp 7
 Gröna ledartröjan under etapp 2
2011
 Nationsmästerskapens linjelopp
 Röda ledartröjan under etapp 4 och etapp 7, Vuelta a España
2012
 Nationsmästerskapens tempolopp
 Driedaagse van De Panne-Koksijde - slutställning
etapp 3, tempolopp, Driedaagse van De Panne-Koksijde
 Världsmästerskapens lagtempolopp
2013
 Nationsmästerskapens tempolopp
 Driedaagse van De Panne-Koksijde - slutställning
etapp 3b, tempolopp, Driedaagse van De Panne-Koksijde
 Världsmästerskapens lagtempolopp
2014
 Nationsmästerskapens tempolopp
 Tour du Poitou-Charentes - slutställning
etapp 4, Tour du Poitou-Charentes
GP Ouest-France

## Stall
- Bonjour / Brioches La Boulangère 2000–2004
- Cofidis 2005–2008
- Quick Step 2009–2011
- Omega Pharma-Quick Step 2012–